# Bikás park
Bikás park – stacja linii M4 metra w Budapeszcie. Znajduje się w zachodniej części Budy.